# 阿马日
阿马日（法語：Amage，法語發音：[amaʒ]）是法国上索恩省的一个市镇，属于吕尔区。

## 地理
阿马日（47°50'12"N, 6°29'35"E）面积6.54 平方千米，位于法国勃艮第-弗朗什-孔泰大區上索恩省，该省份为法国东部内陆省份，北起顺时针与孚日省、贝尔福地区省、杜省、汝拉省、科多尔省和上马恩省接壤。
与阿马日接壤的市镇（或旧市镇、城区）包括：圣布雷松、布勒绍特、拉布吕耶尔、拉东和沙庞迪。

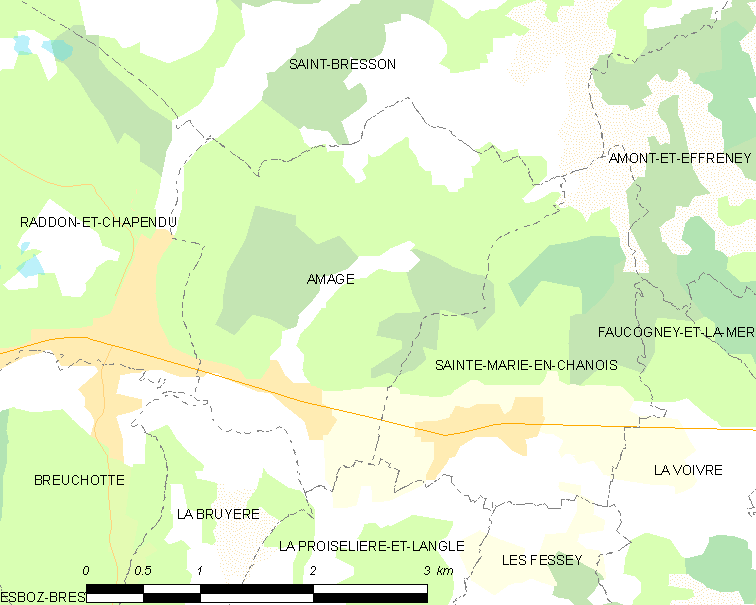
阿马日的OSM定位图

阿马日的时区为UTC+01:00、UTC+02:00（夏令时）。

## 行政
阿马日的邮政编码为70280，INSEE市镇编码为70011。

## 政治
阿马日所属的省级选区为梅利塞县。

## 人口

1962-2008年间阿马日人口变化图示

阿马日于2022年1月1日时的人口数量为305人。